# Ole Ulvedal
 Der er for få eller ingen kildehenvisninger i denne artikel, hvilket er et problem. Du kan hjælpe ved at angive troværdige kilder til de påstande, som fremføres i artiklen.

Ole Ulvedal er en af de få kontrabassister, som har kunnet gøre karriere både som klassisk musiker og jazzmusiker. Teknisk overskud fra den klassiske skoling fletter sig sammen med erfaring fra mange år som professionel jazzbassist med musikere som Bent Eriksen, Jesper Thilo, Scott Hamilton, Al Grey m.fl.